# 25. Waffen-Grenadier-Division der SS Hunyadi (ungarische Nr. 1)
De 25. Waffen-Grenadier-Division der SS „Hunyadi“ (ungarische Nr. 1) was een divisie van de Waffen-SS. De eenheid werd in april 1944 opgericht en was actief aan het oostfront. De divisie werd na gevechten met het Amerikaanse Derde Leger in Oostenrijk op 4 of 5 mei opgeheven.

## Oprichting
Op 20 oktober 1944 grepen de pro-Duitse Pijlkruisers de macht in Hongarije. Gesteund door de Duitsers zetten ze de Hongaarse regering af. De gematigde admiraal Horthy werd vervangen door graaf Ferenc Szálasi. Reeds op 25 oktober 1944 sloot de HPSSF Winkelmann, de vertegenwoordiger van Reichsführer-SS Heinrich Himmler in Hongarije, een overeenkomst met de nieuwe Hongaarse machthebbers waarin werd besloten tot de oprichting van Hongaarse Waffen SS divisies. Oorspronkelijk was er sprake van 20 divisies, maar dit werd al spoedig teruggebracht naar 4 divisies. Uiteindelijk zouden er slechts twee divisies worden opgericht.

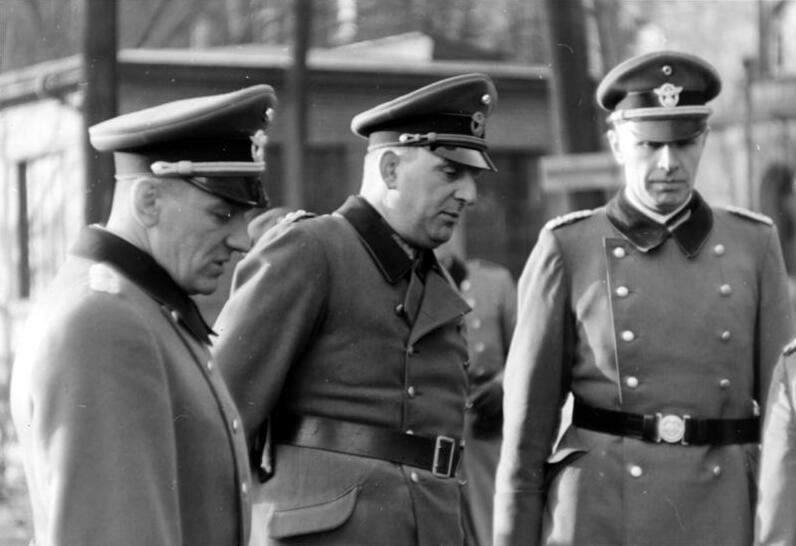
Otto Winkelmann (rechts) naast Kurt Daluege (1940)

Op 2 november 1944 werd de 25. Waffen-Grenadier-Division der SS opgericht te Rajka. Het merendeel van de manschappen was afkomstig van het reguliere Hongaarse leger, voornamelijk uit de 13de Infanteriedivisie. Ongeveer 2000 studenten en vrijwilligers sloten zich in de loop van november 1944 bij de divisie aan. Ook de familieleden van de nieuwe rekruten verzamelden zich rond het kamp. Ze waren gevlucht voor het Rode Leger. De nieuwe rekruten hadden echter gebrek aan voedsel, munitie, wapens en zelfs onderdak. Er werd besloten om het 61e Waffen-Grenadier-Regiment der SS te verplaatsen naar SS-opleidingskamp Neuhammer. De rest van de divisie en de familieleden van de rekruten bleef in Rajka.
Tijdens de verplaatsing naar Neuhammer werd de trein aangevallen door Amerikaanse vliegtuigen en er vielen 800 doden. In Neuhammer begon de training en gedurende december 1944 kregen de soldaten eindelijk hun eerste wapens. SS-Brigadefuhrer Jozef Grassy besloot om de beste mannen en wapens te verzamelen in het 61e Waffen-Grenadier-Regiment der SS. De rest van de divisie was ondertussen ook in Neuhammer gearriveerd, maar zij moesten zich behelpen met de verouderde wapens en uitrusting.
Op 1 februari 1945 kwam ook de 26. Waffen-Grenadier-Division der SS „Hungaria“ (ungarische Nr. 2) aan in Neuhammer. De beide divisies werden samengevoegd tot het XVII. Waffen-Armeekorps der SS (ungarisches). Dit korps was bedoeld om alle Hongaarse eenheden te groeperen, maar het werd nooit volledig operationeel.

## Krijgsgeschiedenis
Begin februari 1945 lanceerden de Sovjets hun offensief in Silezië. In het gebied tussen Bober en Queis waren enkel de ongetrainde Hongaarse Waffen-SS-divisies aanwezig. Het Duitse opperbevel gaf hen het bevel om het gebied rond het trainingskamp Neuhammer te verdedigen. SS-Gruppenführer Grassy verzamelde de soldaten, die reeds training hadden gekregen of enige gevechtservaring hadden, in een Waffen-SS alarmregiment. Dit regiment telde 2600 soldaten en ze kregen ook het merendeel van de beschikbare wapens. De rest van de divisie evacueerde het kamp en ze trokken naar het westen.
Op 8 februari 1945 barstte de slag om Neuhammer los. Hoewel de Hongaren hevig weerstand boden, was het numeriek overwicht van het Rode Leger te groot. Na vijf dagen van zware gevechten wisten de Sovjets Neuhammer toch te veroveren en moesten de Hongaren zich terugtrekken achter de rivier Queis in Neder-Silezië. De verliezen van het Waffen SS Alarmregiment waren bijzonder groot. Slechts de helft van 2600 Hongaren overleefden de strijd. Op 17 februari 1945 voegden de overlevenden zich terug bij hun eenheden.
Na de gevechten bij Neuhammer werd de 25. Waffen-Grenadier-Division der SS Hunyadi niet meer als één eenheid aan het front ingezet. In maart 1945 bevond het hoofdkwartier van de divisie zich bij Neurenberg, waar de opleiding werd verdergezet. Wegens een gebrek aan wapen en munitie lag de nadruk voornamelijk op de basistraining van infanterie. Op 11 april 1945 naderde de voorhoede van het Amerikaanse 3e leger onder leiding van generaal Patton en het Duitse opperbevel besloot om de Hongaren nogmaals te verplaatsen. Op 16 april 1945 kregen ze het bevel om zich naar Steyr te verplaatsen. Een detachment van pioniers werd ingezet om verdedigingsposities rond Passau op te richten. De Amerikanen bereikten op 30 april 1945 de stad. Het detachement werd omsingeld en tijdens de uitbraakpoging leed het zware verliezen.
Op 4 mei 1945 kwam het nog tot een gevecht tussen een gevechtsgroep van de 25. Waffen-Grenadier-Division der SS Hunyadi en Amerikaanse tanks nabij Timelkam in Oostenrijk. Een dag later gaf de divisie zich in Salzkammergut formeel over generaal McBride, commandant van de 80ste US-infanteriedivisie.

## Bekende oorlogsmisdaden[4]
Twee officieren van de divisie hebben gediend in de concentratiekampen. Deze getal bevat ook de officieren die voor of na hun dienst in de divisie in de kampen en Einsatzgruppen hebben gediend.

## Commandanten[1][5][6]
| Rang                                              | Naam          | Begin                              | Eind                    |
| ------------------------------------------------- | ------------- | ---------------------------------- | ----------------------- |
| SS-Standartenführer                               | Thomas Müller | november 1944                      | november 1944           |
| SS-Gruppenführer en Generalleutnant der Waffen-SS | József Grassy | 10 oktober 1944 - 27 november 1944 | 8 mei 1945 - 9 mei 1945 |

## Gebied van operatie[5]
- November 1944 - mei 1945: Hongarije

## Samenstelling[4]
- Waffen-Grenadier-Regiment der SS 61
- Waffen-Grenadier-Regiment der SS 62
- Waffen-Grenadier-Regiment der SS 63
- Waffen-Artillerie-Regiment der SS 25
  - Waffen-Schi-Bataillon 25
  - SS-Divisions-Füsilier-Bataillon 25
  - SS-Panzerjäger-Abteilung 25
    - SS-Veterinär-Kompanie 25

  - SS-Feldersatz-Bataillon 25
- SS-Versorgungs-Regiment 25
  - SS-Pionier-Bataillon 25[2]
  - SS-Nachrichten-Abteilung 25[2]